# Musikjahr 1533
Liste der Musikjahre

◄◄ | ◄ | 1529 | 1530 | 1531 | 1532 | Musikjahr 1533 | 1534 | 1535 | 1536 | 1537 | ► | ►►

Weitere Ereignisse
Dieser Artikel behandelt das Musikjahr 1533.

## Ereignisse
- Martin Agricola, der sich 1519 in Magdeburg als Musiklehrer niedergelassen und der Reformation angeschlossen hat, ist Kantor der zu einer einzigen städtischen Anstalt zusammengefassten Musikschulen. Neben seiner Lehraufgabe bemüht sich Agricola vor allem darum, der neuen protestantischen Bewegung eine eigene Kirchenmusik zu geben.
- Cosmas Alder ist Sänger am Stift St. Vinzenz in Bern und seit dem 15. April 1528 Bauherrenschreiber. Dieses Amt hat er bis zu seinem Ableben inne. Außerdem ist er Schreiber des Schaffners von Frienisberg.
- Bonifacius Amerbach ist Professor der Rechtswissenschaft an die Universität Basel. Ab 1533 nähert Amerbach sich der ausgleichenden Position Martin Bucers an. Unter dessen Einfluss bekennt er sich schließlich zur Reformation.
- Pierre Attaingnant, der um 1527/1528 eine Variante des Notendrucks erfunden hat, die das Drucken in einem Arbeitsgang erlaubt, veröffentlicht von 1528 bis 1552 mehr als 50 Chansonsammlungen und einige „Tanzbücher“.
- Antoine Barbé hat – nach den Akten der Kathedrale von Antwerpen – von 1527 bis 1562 die Stelle des Kapellmeisters inne.
- Eustorg de Beaulieu zieht 1533 oder 1534 nach Lyon und tritt in den Dienst des Stadtgouverneurs Pomponio Trivulzio.
- Pietro Paolo Borrono ist seit dem Jahr 1531 offizieller Lautenspieler im Dienst des französischen Königs Franz I.
- Arnold von Bruck ist seit der zweiten Jahreshälfte 1527 in Wien Kapellmeister des österreichischen Regenten Erzherzog Ferdinand (dem späteren König und Kaiser Ferdinand I.), und zwar als Nachfolger von Heinrich Finck. Diese Stellung behält er über 18 Jahre; seine Vizekapellmeister sind Pieter Maessins (um 1505 – 1562), ebenfalls flämischer Abstammung, und Stephan Mahu. In dieser Zeit erwirbt Arnold von Bruck mehrere Pfründen im heutigen Slowenien und Kroatien, so von 1528 bis 1548 an der Kathedrale von Ljubljana, ab Dezember 1529 an der Kathedrale von Zagreb und ab Juli 1531 in der Stadt Laas bei Kočevje.
- Hans Buchner ist Organist in der Pfarrkirche in Überlingen, behält aber seinen Wohnsitz in Konstanz.
- Cornelius Canis ist 1532 und 1533 als „zangmeester“ und Lehrer der Chorknaben an der Kirche St. Johannes in Gent tätig, die zur Bruderschaft Onze-lieve-Vrouw-op-den-rade gehört.
- Marco Antonio Cavazzoni wirkt ab 1528 etwa zehn Jahre lang in Venedig.
- Pierre Certon wirkt seit dem Jahr 1529 in Paris an Notre-Dame.
- Francesco Corteccia lebt und wirkt ausschließlich in seiner Geburtsstadt Florenz. Ab 1531 ist er Organist an der Basilica di San Lorenzo.
- Jehan Daniel ist Organist an der Kathedrale von Angers. Er wird diese Stelle bis 1540 innehaben.
- Benedictus Ducis ist von 1533 bis 1535 Pfarrer in Stubersheim.
- Pedro de Escobar steht in Portugal im Dienste des Monarchen Manuel I. (Portugal). Er ist Lehrer der Knaben an der Kapelle seines Sohnes Alfonso.
- Georg Forster, der in Heidelberg an der Universität alte Sprachen studiert und im Sommer 1528 den Grad eines baccalaureus artium erworben hatte, studiert seit dem Jahr 1531 in Ingolstadt Medizin.
- Der Lautenist Hans Gerle veröffentlicht bei Hieronymus Formschneider in den Jahren 1532, 1533 und 1552 drei Bände mit Lautenmusik. Der erste Band enthält Anleitungen zum Spiel der Laute, der Viola da Gamba und für die Rebec, sowie Anleitungen zum Lesen der Tabulatur. Es enthält vornehmlich Stücke von deutschen Komponisten wie Paul Hofhaimer, Heinrich Isaac, Ludwig Senfl, Thomas Stoltzer und Johann Walter. Der zweite Band für Laute enthält Stücke der Komponisten Hayne van Ghizeghem, Isaac und Jacob Obrecht, Josquin des Prez, sowie von Jean Mouton, Claudin de Sermisy, Adrian Willaert und Ludwig Senfl. Das dritte Buch enthält vornehmlich Übertragungen von Stücken, die vorher nur in italienischer Tabulatur erhältlich waren. Enthalten sind hier Werke von Domenico Bianchini, Pietro Paolo Borrono, Giovanni Maria da Crema, Simon Gintzler, Antonio Rotta, Francesco Canova da Milano und Alberto da Ripa.
- Nicolas Gombert, der wahrscheinlich ein Schüler von Josquin Desprez († 1521) war, ist seit 1526 Mitglied der Hofkapelle von Kaiser Karl V. und seit 1529 maitre des enfants. Als Meister der Chorknaben ist Gombert für die musikalische und stimmliche Ausbildung der Knaben verantwortlich sowie für ihre Erziehung, ihre Unterbringung und ihr Wohlergehen. Der Chor besteht um diese Zeit aus 14 Erwachsenen, einem Organisten, einem „Souffleur“ (Kalkant oder Blasebalgtreter der Orgel) und etwa zwölf Chorknaben. Während Karl V. 1533 einen Feldzug gegen Tunis unternimmt, rekrutiert Gombert in den Niederlanden weiteres Personal für die Hofkapelle. Er wird 1537 mit etwa 20 erwachsenen Sängern und Chorknaben, einem Lateinlehrer, einigen Kuraten und einem Organisten nach Valladolid zurückkehren.
- Lupus Hellinck ist Succentor an der Liebfrauenkirche in Brügge und seit dem 17. Juni 1523 an der Hauptkirche St. Donatian, was mit den Aufgaben der Chorleitung und des Unterrichts der Chorknaben verbunden ist.
- Nikolaus Herman ist Kantor und Lehrer an der Lateinschule in St. Joachimsthal. Hier arbeitet er unter anderem mit Johannes Mathesius zusammen, der dort ab 1532 als Rektor der Schule amtiert.
- Paul Hofhaimer ist spätestens seit 1522 Domorganist am Salzburger Dom im Dienst von Fürsterzbischof Kardinal Matthäus Lang von Wellenburg. Hofhaimer ist berühmt als exzellenter Organist, Orgellehrer und als Odenkomponist. Seine Kompositionen erfreuen sich großer Beliebtheit auch im Musikunterricht an den Lateinschulen.
- Gheerkin de Hondt, der von 1. August 1530 bis Februar 1532 als Singmeister an der Nieuwe Kerk in Delft wirkte, übt die gleiche Tätigkeit von 1532 bis 1539 an der Kirche St. Jakob in Brügge aus; dort ist er außerdem Mitglied der Sakramentsgilde.
- Hans Kugelmann, der in den Diensten des Hauses Fugger in Augsburg stand, ist seit 1524 Trompeter und Hofkomponist beim Markgrafen Albrecht in Königsberg.
- Erasmus Lapicida, der um das Jahr 1521 vom Habsburger Erzherzog Ferdinand I. (Regierungszeit als Erzherzog 1521–1531) am Schottenkloster in Wien eine Präbende verliehen bekam, lebt dort die 26 restlichen Jahre seines Lebens. In Wien lernt er zwischen 1527 und 1534 den Theologen und Musiktheoretiker Johann Zanger (1517–1587) kennen, der später in seiner Schrift „Practicae musicae praecepta“ (Leipzig 1554) von einem Streit zwischen Lapicida, Stephan Mahu und Arnold von Bruck berichtet. Hierbei geht es um die Interpretation des Mensurzeichens ohne senkrechten Strich.
- Jacotin Le Bel ist Mitglied der Hofkapelle des französischen Königs Franz I. Auf einer Liste der Gehaltsempfänger der Kapelle 1532/1533 erscheint er als haulte-contre und als chantre et chanoine ordinaire. Vom König bekommt er ein Kanonikat und eine Pfründe an der Kollegiatkirche Notre Dame in der Provinz Anjou. Jacotin verfasst mehr als 50 mehrstimmige Werke in über 100 Manuskripten und Drucken des 16. Jahrhunderts. 32 dieser Werke werden zwischen 1528 und 1553 von dem königlichen Notendrucker Pierre Attaingnant gedruckt.
- Johannes Lupi ist magnus vicarius und Subdiakon in Cambrai.
- Stephan Mahu, der vielleicht schon ab Anfang der 1520er Jahre als Sänger und Posaunist Mitglied des Hofstaats von Königin Anna von Böhmen und Ungarn (1503–1547), der Ehefrau von Ferdinand I. ist, verpflichtet sich ab dem 14. November 1528 vertraglich zum lebenslangen Dienst bei ihr und Ferdinand. Dafür wird ihm im Gegenzug eine erhebliche Gehaltserhöhung zugesichert, die allerdings erst ab dem Jahr 1539 ausgezahlt wird. Zusätzlich übernimmt er zwischen September 1529 und März 1532 die Stelle eines Vizekapellmeisters der Wiener Hofmusikkapelle von Erzherzog Ferdinand unter Arnold von Bruck, und zwar bis zum Jahr 1539.
- Anton Musa ist Stadtpfarrer in Jena. Als einer der ersten vom Landesherrn eingesetzten Superintendenten hat er zugleich die Aufsicht über die Geistlichen in den Ämtern Jena und Eisenberg sowie im Stift Bürgel. Seit dem Jahr 1529 erweitert sich sein Sprengel um die Ämter Stadtroda, Leuchtenburg, Kahla und Orlamünde. Er wirkt darüber hinaus als Superintendent und als Visitator im Vogtland und im Saalekreis.
- Luis de Narváez steht seit den 1520er Jahren im Dienst von Francisco de los Cobos y Molina (1477–1547), Komtur von León und Sekretär von Kaiser Karl V.; er lebt mit großer Wahrscheinlichkeit in Valladolid mit seinem Dienstherrn bis zu dessen Tod 1547.
- Francesco Patavino, der als Sänger am Dom von Udine tätig war, reist im Juli 1533 nach Gemona weiter, wo er die Dommusik leitet. Seine Abreise aus Udine ist von Konflikten mit dem Stadtrat geprägt – Patavino hat Pfründe aus einer Kapelle, für die er verantwortlich war, an einen lokalen Priester weitergegeben und wird deswegen der Simonie verdächtigt. Die folgende Auseinandersetzung zieht sich bis 1537 hin.
- Matteo Rampollini, der seit 1520 Leiter des Knabenchores an der Kathedrale Santa Maria del Fiore in Florenz war, erhält ab 1530 das Amt eines Kaplan an der Medici-Kapelle. Eventuell zeigten die Medici sich damit für Rampolinis Treue während ihrer Vertreibung aus Florenz erkenntlich. Dieses Amt hat Rampolini bis 1534 inne.
- Claudin de Sermisy ist Kaplan in der Kirche von Camberon in der Nähe von Abbeville. Er ist Mitglied der Hofkapelle von König Franz I. von Frankreich. Im Jahr 1533 wird der Komponist als sous-maître über alle Musiker der königlichen Kapelle geführt; die administrative Leitung hat Kardinal François de Tournon, ein enger Vertrauter des Königs. Als sous-maître leitet de Sermisy die Aufführungen der etwa 40 erwachsenen Sänger und sechs Chorknaben, welche die königliche Kapelle während der 1530er und 1540er Jahre besitzt; darüber hinaus ist er für das Wohl der Knaben verantwortlich und hat die Aufsicht über die liturgischen und musikalischen Bücher der Kapelle. 1533 unterhält er ein Kanonikat an der Sainte-Chapelle. In der Position des maître verdient Sermisy an Gehalt und Naturalien im Jahr 1533 400 livres. Er wird dieses Amt bis etwa 1553 ausüben.
- Tielman Susato ist seit 1531 Mitglied der Antwerpener Stadtmusikanten; er spielt die Instrumente Flöte, Blockflöte, Krummhorn, Feldtrompete und Posaune und hat vielleicht auch die abendlichen Andachten der Bruderschaft begleitet.
- Thomas Tallis ist in den Jahren 1532 bis 1540 Organist an der Augustiner-Abtei Waltham nördlich von London.
- Adrian Willaert ist seit dem 12. Dezember 1527 Domkapellmeister zu San Marco in Venedig. Der Komponist behält dieses Amt 35 Jahre lang bis zu seinem Tod; erst durch sein Wirken bekommt diese Stelle ihre in ganz Europa herausragende Bedeutung. Willaert ist der Nachfolger von Petrus de Fossis († vor dem 7. Juli 1526).

## Instrumentalmusik

### Für Laute
- Hans Gerle – Tabulatur auff die Laudten, Nürnberg: Noten und Audiodateien im International Music Score Library Project

## Vokalmusik

### Geistlich
- Jacobus Clemens non Papa – Vox in Rama audita est: Noten und Audiodateien im International Music Score Library Project
- Nicolaus Faber – Melodiae prudentianae et in virgilium magna: Noten und Audiodateien im International Music Score Library Project
- Nicolas Gombert – Motette zu sechs Stimmen Cuis colis Ausoniam (Text von Nicolaus Grudius)
- Martin Luther – Geistliche Lieder: Noten und Audiodateien im International Music Score Library Project

### Weltlich
- Benedictus Appenzeller – Chanson Par trop aymer j’ay cuidé zu vier Stimmen (Paris)
- Pierre Attaingnant (Hrsg.)
  - 27 Chansons musicales a quatre parties: Noten und Audiodateien im International Music Score Library Project
    1. Claudin de Sermisy – De vous servir
    2. Guillaume Le Heurteur – Mirelaridon: Noten und Audiodateien im International Music Score Library Project
    3. Claudin de Sermisy – Parle qui veult
    4. Pierre Passereau – Va mirelidrogue
    5. Pierre Passereau – Gentil mareschal
    6. Pierre Vermont – Les yeulx bendez
    7. Nicolas Gombert – Amours Amours
    8. Claudin de Sermisy – Amour me poingt
    9. Guillaume Le Heurteur – Allons ung peu avant: Noten und Audiodateien im International Music Score Library Project
    10. Guillaume Le Heurteur – Je ne puis pas mon grant deul appaiser: Noten und Audiodateien im International Music Score Library Project
    11. Pierre Passereau – Tous amoureulx qui hantés le commun: Noten und Audiodateien im International Music Score Library Project
    12. Guillaume Le Heurteur – Par ung matin levé devant le jour: Noten und Audiodateien im International Music Score Library Project
    13. Pierre de Manchicourt – Pren de bon cueur
    14. Guillaume Le Heurteur – Hellas ! Amour qui sçais certainement: Noten und Audiodateien im International Music Score Library Project
    15. Claudin de Sermisy – Amour me voyant
    16. Johannes Lupi – Jectes moy sur l'herbette
    17. Johannes Lupi – Jamais ung cueur
    18. Guillaume Le Heurteur – Troys jeunes bourgeoises: Noten und Audiodateien im International Music Score Library Project
    19. Claudin de Sermisy – Allez souspirs
    20. Claudin de Sermisy – Elle veult donc
    21. Pierre Vermont – On dit qu'amour
    22. Jacotin Le Bel – Voyant souffrir
    23. Pierre Vermont – Hayne et amour
    24. Pierre Passereau – Pourquoi donc ne fringuerons nous: Noten und Audiodateien im International Music Score Library Project
    25. Pierre Passereau – Je nen diray mot bergere
    26. Claudin de Sermisy – Je navoys point
    27. Pierre Passereau – Ung petit coup
    28. Jacotin Le Bel – Si bon amour

  - 30 Chansons musicales: Noten und Audiodateien im International Music Score Library Project
  - Clément Janequin – Vingt et quatre chansons musicales...composes par maistre CL Janequin, Paris: Pierre Attaingnant
    - Ayez pitié du grant mal que j’endure: Noten und Audiodateien im International Music Score Library Project
    - De labourer je suys cassé (Janequin, Clément): Noten und Audiodateien im International Music Score Library Project
    - De tes doulx yeulx fut distillé la goutte: Noten und Audiodateien im International Music Score Library Project
    - En attendant son heureuse présence: Noten und Audiodateien im International Music Score Library Project
    - Ma fille, ma mere, venez a moy: Noten und Audiodateien im International Music Score Library Project
    - Madame a soy non aux aultres ressemble: Noten und Audiodateien im International Music Score Library Project
    - Il me suffit du temps passé: Noten und Audiodateien im International Music Score Library Project
    - La plus belle de la ville: Noten und Audiodateien im International Music Score Library Project
    - Qu’est-ce d’amour, comment le peult on paindre?: Noten und Audiodateien im International Music Score Library Project
    - Si dung petit de vostre bien: Noten und Audiodateien im International Music Score Library Project
    - und weitere
- Nicolas Gombert
  - Chanson Amours vous me faictes zu vier Stimmen
  - Chanson J’aymeray qui m’aymera zu vier Stimmen
- Johannes Lupi – Chanson Puis que j'ai perdu: Noten und Audiodateien im International Music Score Library Project
- Pierre de Manchicourt – 8 Chansons à quatre voix: Noten und Audiodateien im International Music Score Library Project
- Philippe Verdelot – Il primo libro de madrigali: Noten und Audiodateien im International Music Score Library Project
  - Quanto sia lieto il giorno: Noten und Audiodateien im International Music Score Library Project (Madrigal zu vier Stimmen)

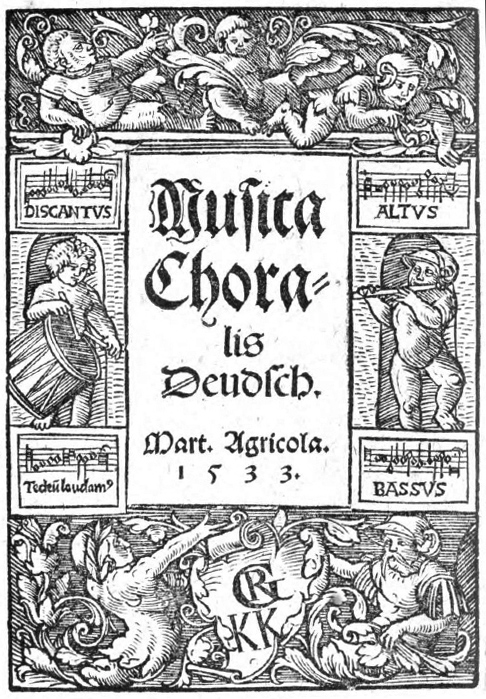
Titelblatt der Musica Choralis Deudsch von Martin Agricola, 1533

  - Quand’ amor i begl’ occhi
  - Donna leggiadra et bella: Noten und Audiodateien im International Music Score Library Project (Madrigal zu vier Stimmen)
  - Madonna qual certezza
  - Con lagrime e sospir
  - Fuggi, fuggi, cor mio
  - Igno soav’ ove’l mio foco
  - Amor se d’hor in hor
  - Donna, che seete tra le belle belle
  - Se mai provasti donna
  - Afflitti spirti miei
  - Benché ’l misero cor: Noten und Audiodateien im International Music Score Library Project (Madrigal zu vier Stimmen)
  - Madonna il tuo bel viso
  - Divini occhi sereni: Noten und Audiodateien im International Music Score Library Project (Madrigal zu vier Stimmen)
  - Se liet’ e grata morte
  - Vita de la mia vita
  - Gloriar mi poss’ io donne
  - Piove da gl’occhi della donna
  - Con l’angelico viso
  - Se voi porgete
  - S’io pensasse madonna
  - Deh perche si veloce
  - Madonn’ io sol vorrel (by Andrea de Silva)
  - Madonna per voi ardo: Noten und Audiodateien im International Music Score Library Project (Madrigal zu vier Stimmen)
  - Non vi fidate
  - La bella man mi porse
  - Lasso, che se creduto
  - Lasso che mal accoto

## Musiktheoretische Schriften
- Martin Agricola – Musica choralis deudsch, Wittenberg: Georg Rhau: Noten und Audiodateien im International Music Score Library Project
- Mateus de Aranda – Tractado de canto llano: Noten und Audiodateien im International Music Score Library Project
- Giovanni Maria Lanfranco: Scintille di musica, Brescia: Noten und Audiodateien im International Music Score Library Project
- Nicolaus Listenius – Rudimenta musicae: Noten und Audiodateien im International Music Score Library Project
- Jacopo Sadoleto – De liberis recte instituendis
- Stefano Vanneo – Recanetum de musica aurea

## Geboren

### Geburtsdatum gesichert
- 08. April: Claudio Merulo, italienischer Komponist und Organist († 1604)
- 16. Oktober: Gallus Dreßler, deutscher Kantor und Komponist († 1581)

### Geboren um 1533
- Andrea Gabrieli, venezianischer Komponist und Organist († 1585)
- Domenico da Pesaro, italienischer Tasteninstrumentenbauer († 1575)
- Laurent de Vos, flämischer Komponist und Sänger († 1580)

## Gestorben
- 20. September: Nicolas Champion, franko-flämischer Komponist, Sänger und Kleriker (* um 1475)